# Sailing on the Seven Seas
Sailing on the Seven Seas är en låt av den brittiska gruppen Orchestral Manoeuvres in the Dark utgiven 1991 som den första singeln från albumet Sugar Tax. Låten är, jämte Souvenir från 1981, gruppens största hit på brittiska singellistan där den nådde 3:e plats. Den var gruppens första topp 10-hit i hemlandet sedan Locomotion från 1984.
Sailing on the Seven Seas blev 3:a på Trackslistan i juni 1991 och nådde samma placering på försäljningslistan Sverigetopplistan. Den blev även en stor hit i flera andra länder med topp 10-placeringar i Tyskland och Österrike.

## Utgåvor
7" Virgin / VS 1310
1. "Sailing on the Seven Seas"
2. "Burning"

12" Virgin / VS 1310
1. "Sailing on the Seven Seas (Extended Version)"
2. "Floating on the Seven Seas"

CD Singel (VSCDT1310)
1. "Sailing on the Seven Seas"
2. "Floating on the Seven Seas"
3. "Sailing on the Seven Seas" (Larrabee Mix)
4. "Sugar Tax"

CD Single (VSCDX1310)
1. "Sailing on the Seven Seas"
2. "Burning"
3. "Dancing on the Seven Seas"
4. "Big Town"